# توماس ستيفنسون درو
توماس ستيفنسون درو (بالإنجليزية: Thomas Stevenson Drew)‏ هو سياسي أمريكي، ولد في 25 أغسطس 1802 في مقاطعة ويلسون في الولايات المتحدة، وتوفي في 1879 في تكساس في الولايات المتحدة. حزبياً، نشط في الحزب الديمقراطي. وقد انتخب حاكم أركنساس ‏ (5 نوفمبر 1844 – 10 يناير 1849).